# Алетейя (богиня)
Алетейя (др.-греч. Ἀλήθεια — «истина») — богиня греческой мифологии, дочь Зевса, персонификация истины. Плутарх назвал её кормилицей Аполлона. Её аналогом в римской мифологии была Веритас, дочь Сатурна или Хроноса.

## В мифологии
Согласно 530-й басне Эзопа, она была слеплена из глины Прометеем, но в этот момент его вызвал Зевс. Тогда подмастерье Долос (олицетворявший в мифах обман) слепил почти идентичную фигуру, только для ног не хватило глины. Вернувшийся Прометей увидел их и, поразившись сходству, решил обжечь в печи и оживить обеих. С тех пор священная Истина шла размеренными шагами, а её двойняшка спотыкалась.
Nuda veritas, общеизвестная «голая правда» (лат.), появляется в «Одах» Горация. Напротив, в древности она, видимо, фигурировала в основном в белых одеждах, так же изображалась и в античной живописи. Филострат Старший писал, что в храме Амфиарая в Оропе облачённая так Алетейя стояла рядом с воротами снов, указывая, что в этом месте спящий оракул находит истину.
По словам Клавдия Элиана, верховный египетский судья (старейший жрец) носил сапфировую фигуру на шее, которая называлась Aletheia.

## После античности

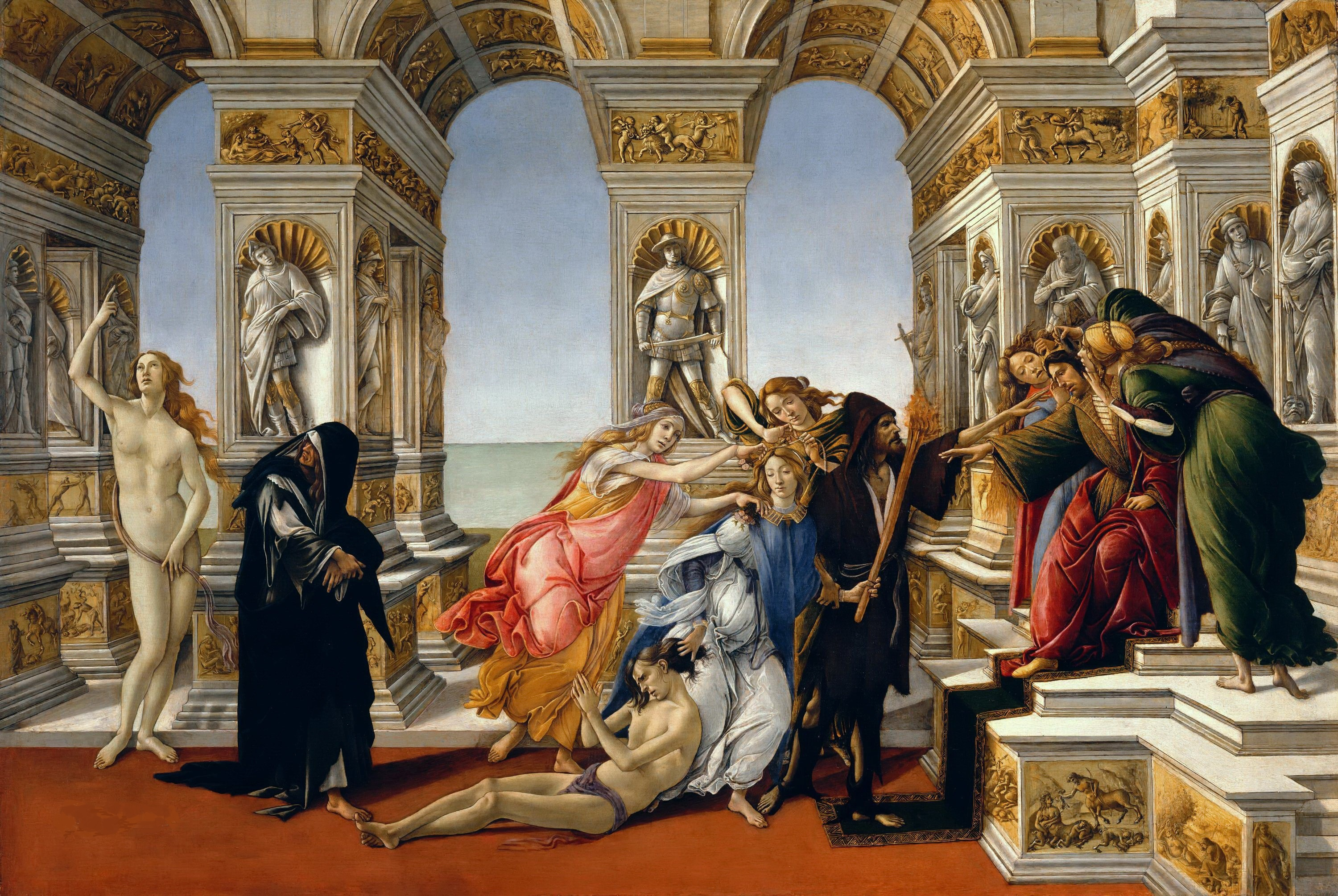
«Клевета» Боттичелли

Генрих Юлий Брауншвейг-Вольфенбюттельский в 1597 и 1598 годах чеканил правдивый талер с изображением на реверсе обнажённой Правды, попирающей ногами Ложь и Клевету.
Аллегорическая фигура обнажённой Истины представлена на знаменитой картине Сандро Боттичелли «Клевета». Она воспроизвела картину древнегреческого художника Апеллеса по описанию в трактате Лукиана «О клевете». В конце XIX века Густав Климт включал подобные фигуры в некоторые свои произведения.
В её честь назвали крупный астероид (259) Алетейя.